# 蟠桃会
蟠桃会是中国古代神话传说中的神仙宴會。相传三月初三为西王母（王母娘娘）的诞辰，当天西王母大开盛会，並以蟠桃为主食，宴请众仙，众仙赶赴瑶池为她祝寿，此即蟠桃会。蟠桃是中国神话中的桃类食品，是神仙的长生不老之源。

## 文学记载

### 西游记
《西游记》第五回记载：
大聖聞言，回嗔作喜道：“仙娥請起。王母開閣設宴，請的是誰？”
仙女道：“上會自有舊規，請的是西天佛老、菩薩、聖僧、羅漢，南方南極觀音，東方崇恩聖帝、十洲三島仙翁，北方北極玄靈，中央黃極黃角大仙，這個是五方五老。還有五斗星君，上八洞三清、四帝、太乙天仙等眾，中八洞玉皇、九壘、海嶽神仙，下八洞幽冥教主、注世地仙，各宮各殿大小尊神，俱一齊赴蟠桃嘉會。”
在《西游记》中，蟠桃会是盛大而庄严的，位階不夠高的神仙们在蟠桃会上要注意行为举止，若做出不合禮儀、不符禮數的行為會被严厉惩罚。例如，卷帘大将（沙和尚）仅仅因为在蟠桃会上失手打破一个琉璃盏，就被罚落入凡间；而天蓬元帅（猪八戒）则因为酒后骚扰蟾宫的嫦娥，被罚转世到凡间，并且因失误转为猪身，後來被觀世音菩薩指點皈依佛門變成淨壇使者和金身羅漢。

### 封神演义
《封神演义》第五十五回记载：
道姑道：「吾非別人，乃昊天上帝親女，瑤池金母所生，只因那年蟠桃會，該我奉酒，有失規矩，誤犯清戒，將我謫貶鳳凰山青鸞斗闕。吾乃龍吉公主是也。」

### 女仙外史
《女仙外史》第一回记载：
西母於桃熟之日開宴，止請佛菩薩、道祖天尊與上帝及諸大仙真。其餘一切仙官仙吏、海島洞府散仙、斗牛宮二十八宿，總不得與。是以歲星東方朔，每至竊食。今此一度，碧桃繁盛，倍於從前，凡散仙列宿，亦多邀請，為萬劫以來第一盛會。其時佛祖、仙真，次第咸集，唯上帝後至。
西王母遂請入座。向南正中釋迦如來，左是過去諸佛，右是未來諸佛，前是三清道祖，東西向皆諸大菩薩。
東間上帝南向；左坐昭位，第一玄武大帝，以下皆諸天尊；右坐穆位，青華帝君第一，以下皆諸大真人。
西間南向獨坐是南海大士；北向兩座，左為斗姥天尊，右為九天玄女。
東向首座鬼母天尊，西向首座天孫織女，餘為太微左夫人、九華安妃、昭靈夫人、觀香夫人、月殿嫦娥、魏元君、許飛瓊、段安香、何仙姑、麻姑、樊夫人、王太真、阮靈華、周瓊英、鮑道姑、吳彩鸞、雲英等女仙真。
西王母陪席。其蟠桃每人一顆，上帝、三清、佛祖各兩顆，唯釋迦如來是三。
佐以交梨火棗，雪藕冰桃。酒則瓊漿玉液，丹則絳雪玄霜。

### 东游记
《東遊記》第四十七回记载：
至是又其壽誕，諸佛、玉皇、諸神、諸仙，皆致禮來賀，賓客滿庭，大開筵宴。但有送禮物旗帳之類，皆未有可意者。忽仙童報道：「八洞神仙來賀。」母命接入。八仙把盞、禮畢，送上雲軸。母命張掛，展之雲霞燦爛，光輝滿堂，誦其詞句琳琅，有味雋永。且其制合堂之寬廣，尺寸不逾。王母大喜，命開閬苑同遊。但見其中奇花交發，異卉叢生，珍禽逐客飛鳴，靈獸迎人盤舞。蟠桃紅熟，正垂方朔之涎；青鳥相鳴，欲集武帝之殿。處處有異香隨擁，步步有仙樂相從。萬異千奇，不能盡述。且又臺殿迴旋屈曲，不知東西，直抵九層，高增無算。上窺無極，下徹四方，仍見插青點黛，拖山曳練者。令人目不暇接。又設宴瑤池之上，以酌八仙，但見筵中擺列交梨火棗，玉液瓊漿，胡麻紫芝。珍異之品，無不備陳；水陸所有，無不悉至。

### 再生緣
《再生緣》第一回记载：
話說一日王母娘娘千秋壽誕。玉皇遣十洲三島神仙，三十三天星主，同向瑤池慶祝良辰。
王母娘娘設壽筵，蟠桃大會待群仙。千層瑞氣漫三界，五色明霞照九天。齊叫一聲稱萬壽，樂聲滿座祝千秋。方獻蟠桃呈上座，東鬥星，凝眸良久忽思凡。但見諸妻均在席，人人端肅正雲冠。前生恩愛為夫婦，今日相逢無一言。思及如昭賢淑女，半生未盡好姻緣。曾云後世成連理，不道仍然在此間。想到其間心慘淡，回眸低語叫嬋娟。君家可記前生語，一段幽情尚未完。今日蟠桃來祝壽，不知芳意若何般。神姬低首常吁氣，驚動娘娘問事端。出席言稱無此理，互相私語論姻緣。一塵不染歸仙界，怎又生心出此言。太白星君須上奏，任憑天帝降皇宣。娘娘旨下皆驚駭，太白登時拜九天。玉皇九霄聞所奏，傳宣神女共星官。須臾召入仙階下，天帝生嗔拍案言。想汝前生為謝姓，少年富貴列朝班。珠簾深處人如玉，紫閣高聳品若山。壽近百年歸上界，有何不足忽思凡。既然私語姻緣事，謫向人間走一番。再及焚香芳素女，原因悲怨故修仙。今朝並謫人間去，滿卻前生夙世緣。吩咐金星查善惡，人間誰姓最為賢。長庚奉旨忙詳察，俯仰仙階頓首言。

### 薛丁山征西
《薛丁山征西》第三十二回记载：
黎山老母道：「徒弟，我一向不曾對你說，你夫妻二人原來有個緣故。當日蟠桃會上，有諸天諸宿群仙來赴會，玉帝駕前則有金童，因與玉女戲耍，打碎瓊瑤，玉女也失手打碎了菱花鏡。玉帝大怒，欲將金童玉女問罪。」
有南極老人出班啟奏說：「他二人戲耍，有思凡之心。望吾皇赦罪。降他二人下凡，結為夫婦，了此夙緣。』玉帝准奏，立刻降下凡塵。

### 韓湘子全傳
《韓湘子全傳》第九回记载：
單表玉帝殿前有一個左捲簾大將軍沖和子，因在蟠桃會上與雲陽子爭奪蟠桃，打碎玻璃玉盞，玉帝大怒，把那沖和子、雲陽子都貶到下界去。一個投托在永平州昌黎縣韓家的，便是沖和子，叫名韓愈；一個投托在永平州昌黎縣林家的，便是雲陽子，叫名林圭。
鍾師奏道：「左捲簾大將軍沖和子，因三月三日在蟠桃會上與雲陽子醉奪蟠桃，打碎玻璃玉盞，衝犯元始天尊聖駕，貶在下方韓家為男子，名叫韓愈，這便是韓湘的叔父。雲陽子貶在下方林家為男子，叫名林圭。如今罪限將滿，合還舊職，只是無人前去度他。」

### 镜花缘
《镜花缘》第一回记载：
這日正值三月初三日王母聖誕，正要前去祝壽，有素日相契的百草仙子來約同赴「蟠桃勝會」。
說話間，四靈大仙過去。只見福祿壽財喜五位星君，同著木公、老君、彭祖、張仙、月老、劉海蟾、和合二仙，也遠遠而來。後面還有紅孩兒、金童兒、青女兒、玉女兒，都腳駕風火輪，並各洞許多仙翁、仙姑。前前後後，到了崑崙。四位仙姑也都跟著，齊上瑤池行禮，各獻祝壽之物，侍從一一收了。留眾仙筵宴。王母坐在中間，旁有元女、織女、麻姑、嫦娥及眾女仙，左右相陪；其餘各仙，俱列瑤台兩旁，遙遙侍坐。王母各賜仙桃一枚，眾仙拜謝，按班歸坐。說不盡天庖盛饌，王府仙醪。又聞仙樂和鳴，雲停風靜。